# Aristide Guarneri
Aristide Guarneri (* 7. März 1938 in Cremona) ist ein ehemaliger italienischer Fußballspieler.

## Karriere

### Im Verein
Aristide Guarneri begann seine Karriere bei Como Calcio, von wo er nach einem Jahr zu Inter Mailand wechselte. Bei Inter feierte der Verteidiger seine größten Erfolge. Er wurde in den Jahren 1963, 1965 und 1966 italienischer Meister und 1964 und 1965 italienischer Pokalsieger. Außerdem gewann er mit den Nerazurri den Europapokal der Landesmeister 1964 und 1965, sowie den Weltpokal 1964 und 1965. Guarneri gehörte zur Mannschaft, die La Grande Inter genannt wurde. 1967 wechselte er zum FC Bologna. Danach kam über die Zwischenstation SSC Neapel die Rückkehr nach Mailand. Nach nur einem Jahr im San Siro ließ er seine aktive Vereinskarriere beim US Cremonese ausklingen.

### In der Nationalmannschaft
Guarneri gab sein Debüt in der Squadra Azzurra 1963 gegen Brasilien. Seine internationale Karriere war geprägt von einem großen Erfolg. Bei seiner ersten Weltmeisterschaft 1966 in England schied er noch in der Gruppenphase aus, jedoch gewann die gleiche Nationalmannschaft zwei Jahre später unter Ferruccio Valcareggi den EM-Titel im eigenen Land. Nach diesem Titel beendete Guarneri seine Nationalmannschafts-Karriere.

## Erfolge

### Im Verein
- Europapokal der Landesmeister: 1963/64, 1964/65
- Weltpokal: 1964, 1965
- Italienische Meisterschaft: 1962/63, 1964/65, 1965/66
- Coppa Italia: 1963/64, 1964/65

### In der Nationalmannschaft
- Europameister: 1968